# Campeonato Asiático de Atletismo de 2017 - 1500 m masculino
A prova dos 1500 metros masculino do Campeonato Asiático de Atletismo de 2017 foi disputada entre os dias 6 e 7 de julho de 2017 no Kalinga Stadium em Bhubaneswar, na Índia. 

## Recordes
Antes desta competição, os recordes mundiais e do campeonato nesta prova eram os seguintes:
|                       | Nome               | Nacionalidade | Tempo     | Local  | Data                |
| --------------------- | ------------------ | ------------- | --------- | ------ | ------------------- |
| Recorde mundial       | Hicham El Guerrouj | Marrocos      | 3m 26s 00 | Roma   | 14 de julho de 1998 |
| Recorde do campeonato | Kim Soon-Hyung     | Coreia do Sul | 3m 38s 60 | Manila | 1993                |
| Recorde asiático      | Rashid Ramzi       | Bahrein       | 3m 29s 14 | Roma   | 14 de julho de 2006 |

## Medalhistas
| Ouro                   | Prata               | Bronze                |
| Ajay Kumar Saroj (IND) | Jamal Hairane (QAT) | Moslem Niadoost (IRI) |

## Resultados

### Bateria
Qualificação: 5 atletas de cada bateria  (Q) mais os 2 melhores qualificados (q). 
| Posição | Bateria | Atleta                  | Nacionalidade          | Tempo   | Notas |
| ------- | ------- | ----------------------- | ---------------------- | ------- | ----- |
| 1       | 2       | Ajay Kumar Saroj        | Índia                  | 3:51.37 | Q     |
| 2       | 2       | Moslem Niadoost         | Irão                   | 3:51.86 | Q     |
| 3       | 2       | Adnan Taes              | Iraque                 | 3:51.92 | Q     |
| 4       | 2       | Mohammed Shaween        | Arábia Saudita         | 3:52.06 | Q     |
| 5       | 2       | Hiroya Inoue            | Japão                  | 3:52.61 | Q     |
| 6       | 2       | Alexey Gussarov         | Cazaquistão            | 3:53.46 | q     |
| 7       | 1       | Jamal Hairane           | Catar                  | 3:56.94 | Q     |
| 8       | 1       | Siddhanta Adhikari      | Índia                  | 3:57.46 | Q     |
| 9       | 1       | Yothin Yaprajan         | Tailândia              | 3:57.78 | Q     |
| 10      | 1       | Sharif Naim             | Jordânia               | 3:57.93 | Q     |
| 11      | 1       | Mohammed Rageh          | Iêmen                  | 3:58.23 | Q     |
| 12      | 2       | Noor Aldeen Al-Humaidha | Iêmen                  | 4:00.44 | q     |
| 13      | 1       | Khaled El Denawi        | Líbano                 | 4:01.76 |       |
| 14      | 1       | Mohammed Al-Bolooshi    | Emirados Árabes Unidos | 4:04.91 |       |
| 15      | 2       | Yu Hin Wa               | Hong Kong              | 4:07.26 |       |
| 16      | 1       | Ahmed Hassan            | Maldivas               | 4:09.61 |       |
| 17      | 2       | Deus Felisberto         | Timor-Leste            | 4:13.26 |       |
| 18      | 1       | Guhary Abdul Zaher      | Afeganistão            | 4:19.67 |       |
| 19      | 2       | Sufyan Hamdan           | Palestina              | DNS     |       |

### Final

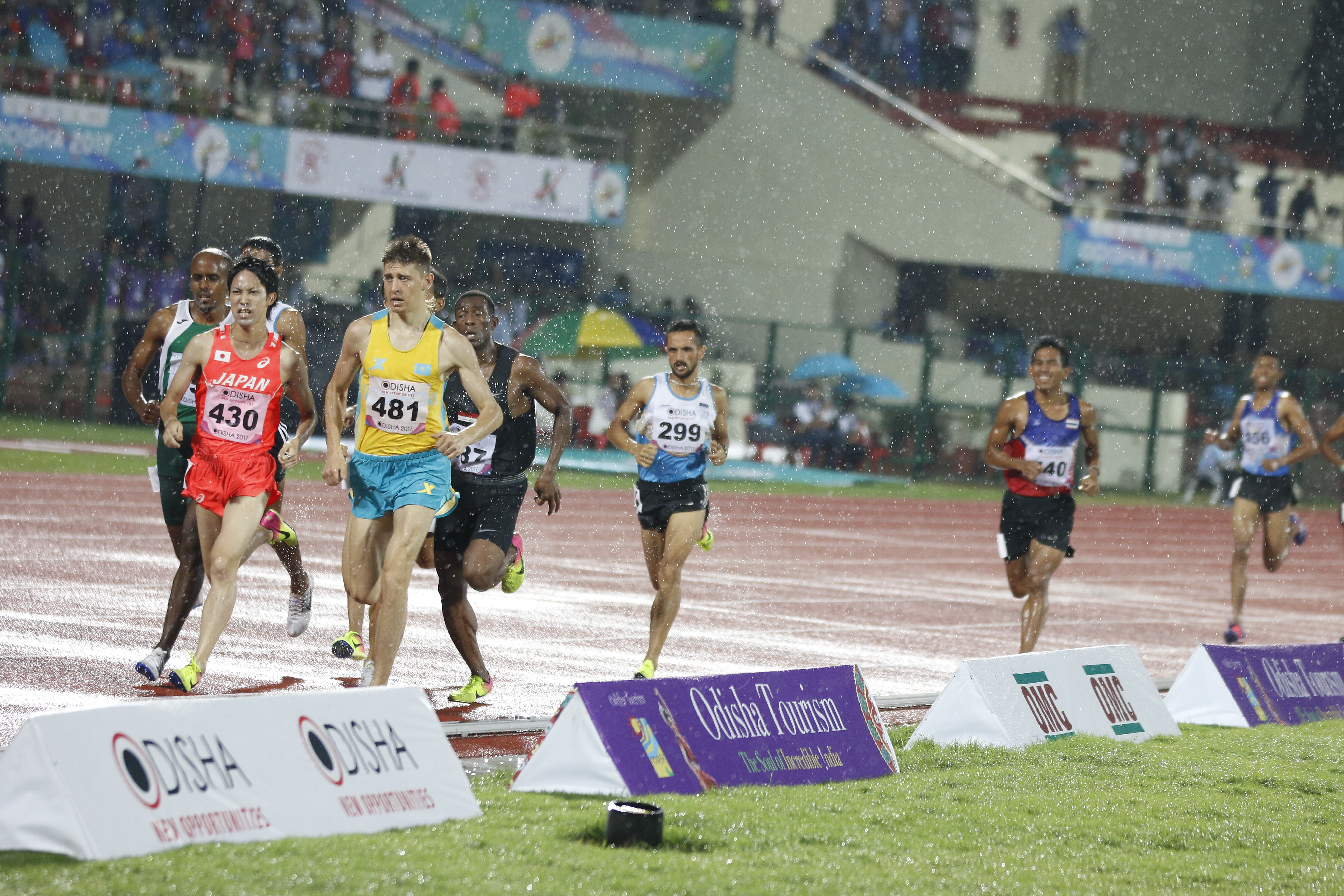
A final

| Posição           | Atleta                  | Nacionalidade  | Resultados | Notas |
| ----------------- | ----------------------- | -------------- | ---------- | ----- |
| Medalha de ouro   | Ajay Kumar Saroj        | Índia          | 3:45.85    |       |
| Medalha de prata  | Jamal Hairane           | Catar          | 3:46.90    |       |
| Medalha de bronze | Moslem Niadoost         | Irão           | 3:48.53    |       |
| 4                 | Adnan Taes              | Iraque         | 3:49.03    |       |
| 5                 | Siddhanta Adhikari      | Índia          | 3:50.64    |       |
| 6                 | Hiroya Inoue            | Japão          | 3:51.16    |       |
| 7                 | Mohammed Shaween        | Arábia Saudita | 3:51.42    |       |
| 8                 | Alexey Gussarov         | Cazaquistão    | 3:53.14    |       |
| 9                 | Yothin Yaprajan         | Tailândia      | 3:55.61    |       |
| 10                | Mohammed Rageh          | Iêmen          | 3:58.95    |       |
| 11                | Sharif Naim             | Jordânia       | 3:59.09    |       |
| 12                | Noor Aldeen Al-Humaidha | Iêmen          | 4:01.60    |       |

Legenda
| Recorde mundial       | Recorde mundial (World record)               |                       | Recorde africano                      | Recorde africano (African) |                                           | Q | Classificado por posição (Qualified) |
| Recorde do campeonato | Recorde do campeonato (Championship record)  | Recorde da América    | Recorde da América (Americas)         | q                          | Classificado por melhor tempo (Qualified) |   |                                      |
| Melhor marca do ano   | Melhor marca do ano (World leading)          | Recorde asiático      | Recorde asiático (Asian)              | DNS                        | Não largou (Did not start)                |   |                                      |
| Recorde nacional      | Recorde nacional (National record)           | Recorde europeu       | Recorde europeu (European)            | DNF                        | Não terminou (Did not finish)             |   |                                      |
| Recorde pessoal       | Recorde pessoal do atleta (Personal best)    | Recorde da Oceania    | Recorde da Oceania (Oceania)          | DSQ / DQ                   | Desclassificado (Disqualified)            |   |                                      |
| Recorde da temporada  | Recorde da temporada do atleta (Season best) | Recorde sul-americano | Recorde sul-americano (South America) | NM                         | Sem marca (No mark)                       |   |                                      |